# Coppa del Re 1911
La Copa del Rey 1911 fu la decima edizione della Coppa del Re. Il torneo si svolse nel mese di aprile con 13 squadre ad iscriversi alla Coppa, che a quel punto virò sul l'eliminazione diretta per contenere i tempi del torneo, derogando alla rappresentanza singola per provincia. Il trofeo venne vinto per la quarta volta dall'Athletic Bilbao nello stadio di Getxo, dopo che la Federazione, per sanare lo scisma dell'anno prima, aveva ceduto ad organizzare il torneo nei Paesi Baschi anziché nella capitale.

## Controversie
Questo torneo fu contraddistinto da alcune polemiche riguardanti il fatto che nell'Athletic Bilbao giocassero giocatori stranieri. In virtù di ciò, il Deportivo la Coruña, l'Academia de Ingenieros e la Real Sociedad decisero di ritirarsi.

## Turno Preliminare
|                 | Risultato |                        |
| --------------- | --------- | ---------------------- |
| Athletic Bilbao | 2 - 0     | Fortuna Vigo           |
| Bilbao FC       | 2 - 1     | Academia de Artillería |

## Quarti di finale
|                        | Risultato |                        |
| ---------------------- | --------- | ---------------------- |
| Espanyol               | 6 - 0     | Academia de Infantería |
| Academia de Caballería | 1 - 0     | Santander FC           |
| Barcellona             | 4 - 0     | Gimnástica             |
| Athletic Bilbao        | 4 - 1     | Bilbao FC              |

## Semifinali
|                 | Risultato   |                        |
| --------------- | ----------- | ---------------------- |
| Athletic Bilbao | 2 - 0       | Gimnástica             |
| Espanyol        | non giocata | Academia de Caballería |

## Finale
| Arbitro: | Martyr |

|                         |           |       |
| Veytch Belaunde Garnica | Marcatori | Neira |